# Il vento nei salici (film 1996)
Il vento nei salici (The Wind in the Willows) è un film del 1996 di Terry Jones.
La pellicola è l'adattamento cinematografico del romanzo Il vento tra i salici di Kenneth Grahame. Il film è noto anche per aver avuto come attori alcuni ex componenti dei Monty Python (Eric Idle, Michael Palin, Terry Jones e John Cleese).

## Trama
Distrutta la sua tana, il timido Talpa si rifugia dall'altruista Topo a vivere tranquillo con lui e il saggio Tasso. La loro pace è turbata dai capricci di Rospo, maniaco di auto costose e della velocità. C'è anche da combattere con una banda di donnole rapaci.